# Coahoma County
Coahoma County er et county i den amerikanske delstat Mississippi. Coahoma County blev grundlagt i 9. februar 1836 og har et samlet areal på 1.510 km², hvoraf 1.435 km² er land.
Administrativt centrum er Clarksdale.